# Personennamen der Sherpa
Die Personennamen der Sherpa bestehen traditionell lediglich aus einem oder mehreren Rufnamen. Bei Geburt werden sie häufig nach dem Wochentag benannt, an dem sie auf die Welt kamen, außerdem können das Verniedlichungspartikel „Ang“ und religiöse Namen vergeben werden. Im Laufe des Lebens können weitere Namen dazukommen.
Familiennamen sind unter den Sherpa nicht gebräuchlich. Wenn durch den Kontakt mit anderen Kulturen der Bedarf entsteht, nutzen viele Sherpas die Bezeichnung „Sherpa“ wie einen Nachnamen.

## Vorbemerkung
Die Sprache der Sherpa, ebenfalls Sherpa genannt, ist eine schriftlose Sprache. Eine allgemein anerkannte Konvention zur Verschriftlichung existiert nicht. Daher besteht auch keine geregelte Möglichkeit zur Umschrift ins lateinische Alphabet. Die Schreibweise entsteht üblicherweise durch Nachbildung der gesprochenen Laute und kann daher von anderen Schreibweisen abweichen.
Im Folgenden werden die Sherpa-Namen jeweils in einer üblichen Schreibweise angegeben. Daneben können jedoch weitere Schreibweisen verbreitet sein. Beispielsweise sind für den Namen Mingma auch die Schreibweisen „Mingmar“, „Migmar“ und „Mikmar“ gebräuchlich.

## Bei Geburt vergebene Namen
Bei Geburt erhalten Sherpas einen Namen, der aus einem oder zwei Wörtern besteht. Bestandteile dieses Namens können der Wochentag der Geburt und religiöse Tugend- oder Schutznamen sein, außerdem können die Namen mit dem Partikel Ang kombiniert werden.

### Wochentagsnamen
Traditionell werden Sherpas nach dem Wochentag benannt, an dem sie geboren wurden. Die Bezeichnung des Wochentages ist zugleich der Name einer Gottheit, die mit einem Himmelskörper assoziiert wird. Der Namensträger soll unter dem Schutz dieser Gottheit stehen, der Schutz wird bei jedem Gebrauch des Namens erneuert. Keiner dieser Namen hat eine geschlechtsspezifische Form, das heißt, es ist nicht möglich, aus dem Namen das Geschlecht des Namensträgers abzulesen.
Die Woche besteht wie in den meisten Kulturkreisen bei den Sherpa aus sieben Tagen. Die Zuordnung von Himmelskörpern zu Gottheiten entspricht derjenigen in westlichen Kulturkreisen, die aus der babylonischen Benennung übernommen wurde, vgl. Benennung der Wochentage. Die folgende Tabelle gibt einen Überblick über die Wochentage, die zugehörigen Sherpa-Namen und die mit den Wochentagen assoziierten Himmelskörper.
| Wochentag  | Name   | Gestirn |
| ---------- | ------ | ------- |
| Sonntag    | Nyima  | Sonne   |
| Montag     | Dawa   | Mond    |
| Dienstag   | Mingma | Mars    |
| Mittwoch   | Lhakpa | Merkur  |
| Donnerstag | Phurba | Jupiter |
| Freitag    | Pasang | Venus   |
| Samstag    | Pemba  | Saturn  |

### Religiöse Namen
Neben den Wochentagsnamen sind religiöse Namen üblich. Dies können Tugendnamen sein – zum Beispiel Dorje (‚Weisheit‘, ‚Klarheit‘), Gyerme (‚Beständigkeit‘) oder Phuti (‚Großmut‘) – oder Namen aus dem tibetanischen Buddhismus. Ist es der Name eines Heiligen oder einer Gottheit – zum Beispiel Dolma, Lhamo –, werden die Namensträger durch den Namen ebenfalls unter deren Schutz gestellt werden.
Die meisten dieser Namen sind einem Geschlecht zugeordnet. So wird beispielsweise der Name Appa nur an Männer, der Name Dolma nur an Frauen vergeben. Andere Namen werden für beide Geschlechter verwendet, etwa Kami oder Kipa. Vereinzelt gibt es auch Namen mit einer männlichen und weiblichen Form. So existiert zum männlichen Namen Jangbu (alternative Schreibweisen: „Dzangbu“, „Zangbu“) das Femininum Jangmu (alternative Schreibweisen: „Dzangmo“, „Zangmo“).

### Kombinationen
Wochentagsnamen und religiöse Namen können entweder einzeln stehen oder miteinander kombiniert werden. Im zweiten Fall steht der zweisilbige Wochentag stets an erster Stelle und kann auf die erste Silbe verkürzt werden. Beispiele hierfür sind Phu-dorje (statt Phurba Dorje), Da-phuti (statt Dawa Phuti) oder Nyim-phuti (statt Nyima Phuti).
Vielen Sherpa-Namen wird das Partikel „Ang“ vorangestellt. Es hat die Funktion eines Diminutivs und bedeutet ‚kleine(r)‘ oder ‚geliebte(r)‘. Dementsprechend wird es auch nicht als alleiniger Name verwendet. Wird ein zweiteiliger Name mit „Ang“ auf einen Rufnamen verkürzt, so ist dies in aller Regel der andere Namensteil.

## Namensänderung und -ergänzung

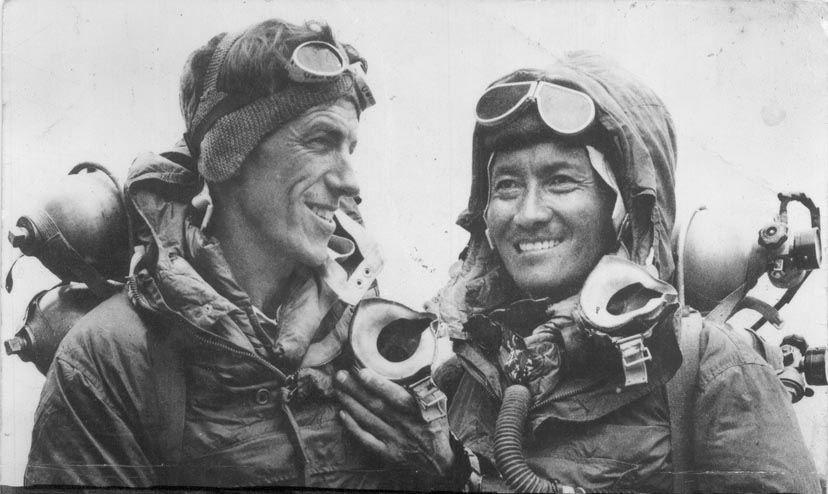
Tenzing Norgay (rechts), der gemeinsam mit Edmund Hillary (links) den Mount Everest erstbestieg, hieß ursprünglich Namgyal Wangdi

Sherpas können zu jedem beliebigen Zeitpunkt in ihrem Leben – also beispielsweise unabhängig von einer Heirat – einen anderen Namen annehmen. Dies geschieht in einer spirituellen Zeremonie durch einen Lama. So ist es üblich, dass Sherpa-Eltern einen Lama bitten, ihr Kind innerhalb eines Jahres nach der Geburt mit einem Namen zu segnen. Häufig vergeben die Lamas dann einen ihrer eigenen Namen. Der Name, den das Kind bei der Geburt erhalten hat, kann dennoch weiter benutzt werden, sodass ein Kind mehrere Namen haben und von verschiedenen Familienmitgliedern sogar unterschiedlich angesprochen werden kann.
Namensänderungen zu späteren Zeitpunkten sind vor allem dann üblich, wenn ein Sherpa lange Zeit unter Problemen wie schweren Krankheiten, anhaltendem Pech oder einer Serie von Unfällen litt. Dann erhofft man sich von der Vergabe eines neuen Namens eine bessere Zukunft. Ein berühmtes Beispiel für einen solchen Fall ist einer der bekanntesten Sherpas überhaupt: Tenzing Norgay, einer der beiden Erstbesteiger des Mount Everest. Er erhielt bei Geburt den Namen Namgyal Wangdi. Nachdem er als Kind chronisch erkrankte, baten seine Eltern den Lama, ihm einen neuen Namen zu geben. Dieser erkannte in ihm die Reinkarnation eines kürzlich verstorbenen, wohlhabenden Mannes. Er gab ihm die Namen Tenzing (deutsch etwa: ‚Unterstützer der Religion‘) und Norgay (‚reich‘).

## Nachnamen
Die Sherpa tragen traditionell keine Nachnamen. Die Kennzeichnung der Zugehörigkeit zu einer Familie durch einen gemeinsamen Familiennamen ist ihrer Kultur unbekannt. Der Name kennzeichnet das Individuum, nicht den Menschen als Teil der Familie. Damit gibt es auch keine generationenweise Namensvererbung oder Annahme eines gemeinsamen Namens nach der Hochzeit. Die Gesellschaft gliedert sich in ungefähr zwanzig Clans, siehe Clans der Sherpa; aber auch der Clan-Name wird traditionell nicht als Bestandteil von Personennamen verwendet.
Durch den Kontakt mit anderen Kulturen und mit der Verwaltung des eigenen Staates ist es für viele Sherpas notwendig geworden, einen Nachnamen anzugeben. Der Bedarf entsteht beispielsweise bei Pässen und anderen Reisedokumenten, wenn eine Volkszählung durchgeführt wird oder bei Registrierungsformularen für die Schule. Häufig verwenden die Sherpa „Sherpa“ als Nachnamen, seltener den Namen ihres Clans.
Als einer der Gründe für die Wahl von „Sherpa“ als Nachname werden die Volkszählungen angegeben, die in Nepal seit 1911 durchgeführt werden und mit der Erhebung von 1961 erstmals international anerkannte wissenschaftliche Standards erreichten. Zu dieser Zeit war die überwiegende Mehrheit der Sherpa nicht in der Lage, zu lesen oder zu schreiben. Die Regierungsbeauftragten, die die Befragung durchführten, sollen für jeden, der wie ein Sherpa aussah und gekleidet war und seinen Nachnamen nicht angeben konnte, „Sherpa“ als Nachnamen eingetragen haben. Außerdem wird vermutet, dass die Mehrheit der Sherpas bei Volkszählungen in den 1960er Jahren als Nachnamen „Sherpa“ angab, um die Behörden davon zu überzeugen, dass sie nicht erst in jüngerer Zeit – insbesondere nach der Eingliederung Tibets in die Volksrepublik China Ende der 1950er Jahre – aus Tibet eingewandert waren.
Ein anderer Grund wird darin gesehen, dass der Begriff „Sherpa“ zu einem Synonym für Hochgebirgsträger wurde, siehe Übertragene Bedeutungen von „Sherpa“. Wer in dieser Branche arbeiten wollte, konnte sich erhebliche Vorteile davon erhoffen, „Sherpa“ als Namensbestandteil zu tragen.
Daher verwenden heute fast alle Sherpa als Nachnamen „Sherpa“. Da manche den Behelfsnamen vor ihren anderen Namensteilen tragen, ist die Bezeichnung „Nachname“ allerdings teilweise ungenau. Als einzige Ausnahme gelten die Angehörigen des Clans Lama, die als stolz auf den Clan gelten. Viele von ihnen verwenden daher den Clan-Namen „Lama“ als Nachnamen. Aus den genannten Gründen führen sogar einige Nicht-Sherpas, die im Siedlungsgebiet der Sherpa leben oder von dort auswandern, „Sherpa“ als Nachnamen und geben ihre Ethnie mit „Sherpa“ an. Auswertungen von Zensus-Daten haben ergeben, dass die Anzahl der Namensträger schneller zunimmt, als Bevölkerungswachstum und Migrationsbewegungen dies zulassen.

## Unterscheidbarkeit
Da sich aus dem Schema „Ang“ – Wochentag – religiöser Name nur eine begrenzte Zahl an Kombinationen herstellen lässt und der Nachname so gut wie nicht zur weiteren Unterscheidung taugt, haben viele Sherpas völlig identische Namen. Sie selbst unterscheiden einander in diesen Fällen nach Verwandtschaft, Clan-Zugehörigkeit oder Herkunft. Von Außenstehenden wird bei Namensgleichheit zur Unterscheidung häufig ein Ortsname herangezogen, beispielsweise der Wohn- oder Geburtsort.